# ساکیپ سابانجی
ساکیپ سابانجی (انگلیسی: Sakıp Sabancı؛ ۷ آوریل ۱۹۳۳ – ۱۰ آوریل ۲۰۰۴) کارآفرین، و تاجر اهل ترکیه بود.
وی همچنین برندهٔ جوایزی همچون لژیون دونور (شوالیه) شده‌است.